# Ore no Imōto ga Konna ni Kawaii Wake ga Nai
Ore no Imōto ga Konna ni Kawaii Wake ga Nai (jap. 俺の妹がこんなに可愛いわけがない, dt. „Meine kleine Schwester kann gar nicht so niedlich sein“), auch bekannt als kurz Oreimo, ist eine Light-Novel-Reihe des Autors Tsukasa Fushimi, die mit Illustrationen von Hiro Kanzaki versehen ist. Die Romanreihe wurde unter anderem als Manga, als Computerspiel und als zwei Anime-Fernsehserien adaptiert.

## Handlung
Im Mittelpunkt der Geschehnisse steht die vierköpfige Familie Kōsaka. Eigentlicher Anhaltspunkt ist dabei die Beziehung zwischen den beiden Geschwistern Kyōsuke Kōsaka (高坂 京介, Kōsaka Kyōsuke) und Kirino Kōsaka (高坂 桐乃, Kōsaka Kirino). Während Kyōsuke ein beinahe volljähriger, gewöhnlicher Schüler ist, hat seine jüngere Schwester Kirino ein großes Geheimnis zu verbergen. Sie ist insgeheim nämlich ein begeisterter Otaku, was zu diesem Zeitpunkt außer ihr jedoch niemand weiß. Die Stimmung zwischen beiden ist anfänglich nicht die beste und beide versuchen sich stets aus dem Weg zu gehen, was insbesondere Kyōsuke innerlich auffrisst. Durch Zufall findet er aber Kirinos Geheimnis heraus, als sie ein Erogē, welches sie zuvor vergessen hat, in seinem Zimmer sucht und Kyōsuke sie dabei überrascht. Kirino überzeugt daraufhin ihren Bruder davon, ihr dabei zu helfen, ihr Geheimnis vor ihren Eltern und Schulfreunden zu wahren. Daraufhin zeigt sie ihm ihre gesamte Sammlung, die größtenteils aus Erogēs, die Beziehungen zwischen Bruder und kleiner Schwester thematisieren, besteht. Gezwungenermaßen muss sich Kyōsuke nun mit dem Hobby seiner Schwester auseinandersetzen. Deshalb drängt Kirino ihn, mit ihr eines ihrer Erogēs zu spielen. Ihre Argumentation war, dass sie nun endlich jemanden hat, mit dem sie über ihr geheimes Hobby diskutieren kann.

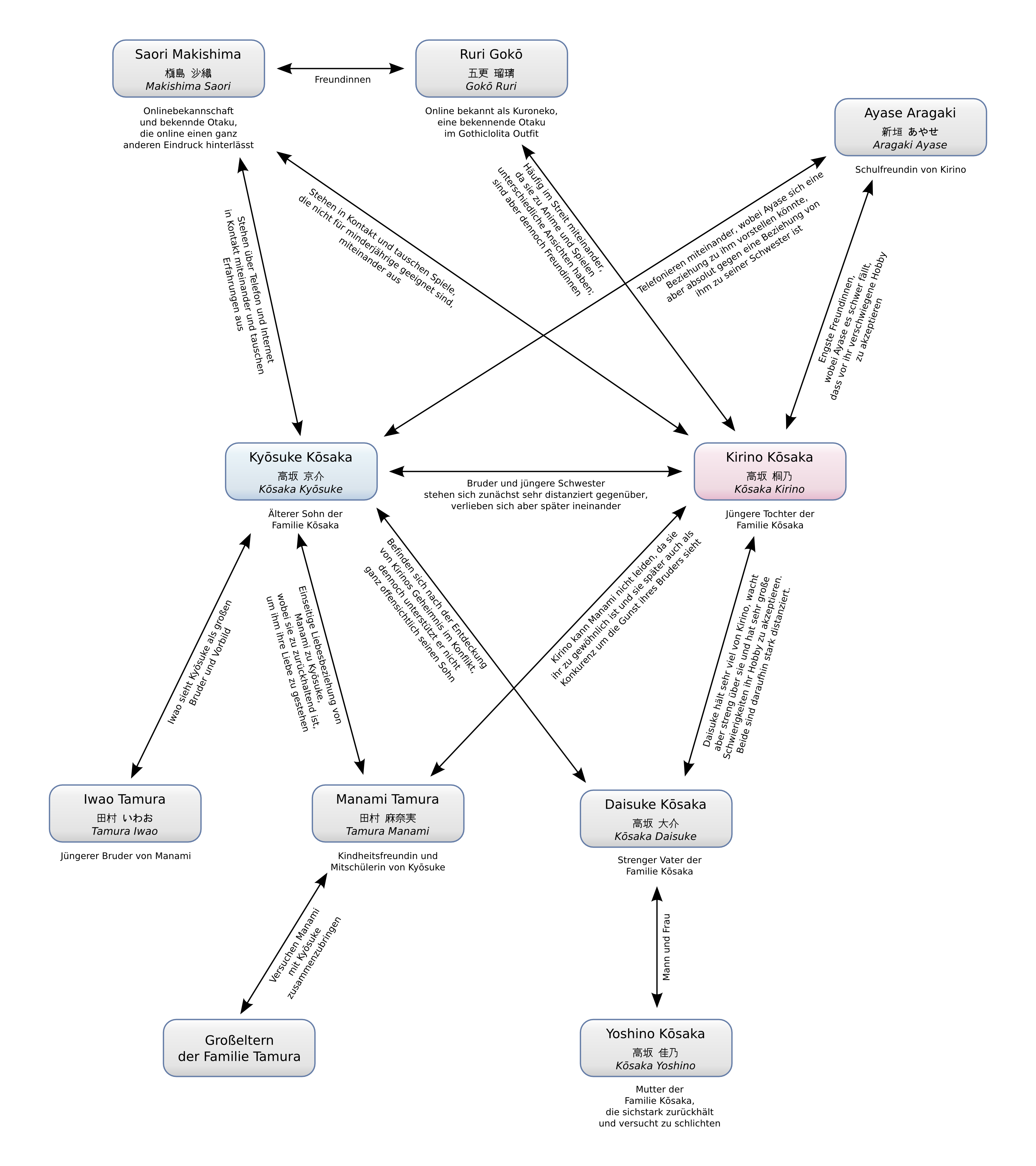
Vereinfachte Darstellung der Figurenkonstellation

Kyōsuke bekam daraufhin die Idee, im Internet weitere Freunde, welche das gleiche Hobby wie seine Schwester teilen, zu suchen. Prompt wird Kirino zu einem sog. Offline-Treffen eingeladen. Mit Kyōsuke im Schlepptau trifft sie in einem Café Saori Makishima (槇島 沙織, Makishima Saori), die sie zu dem Treffen eingeladen hat und sich wie eine stereotype Otaku kleidet und verhält, tatsächlich aber aus einer reichen und vornehmen Familie stammt und die Maße des Models Norika Fujiwara besitzt, sowie Ruri Gokō (五更 瑠璃, Gokō Ruri), einem Mädchen, das in der Nähe von Kirino wohnt. Bei einem Gespräch geraten Kirino und Ruri aneinander, da Ruri, die sich selbst Kuroneko (黒猫) nennt und wie eine Gothic Lolita gekleidet ist, eine ganz andere Vorstellung von Anime hat als Kirino, was sie aber nicht davon abhält, mit der Gruppe in Kontakt zu bleiben. Noch am selben Tag schafft Kyōsuke es, die Hausaufgabe von Kirino, ein Erogē durchzuspielen, zu erledigen.
Kirino trifft sich weiterhin mit Saori und Kuroneko und ist dabei überrascht, dass diese ihr Hobby nicht verheimlichen müssen. Anders als Daisuke Kōsaka (高坂 大介, Kōsaka Daisuke), Kirinos Vater, akzeptiert deren Umfeld ihre Vorlieben. Als er nun doch von Kirinos Leidenschaft erfährt, verbietet er ihr, weiterhin dieses Hobby auszuüben. Da sie sich aber weigert, es aufzugeben, steht Kyōsuke für sie ein. Er schafft es, seinen Vater zu überzeugen, dass Kirino ihr Hobby fortsetzen darf, indem er ein Erogē, welches natürlich seiner Schwester gehört, als sein eigenes bezeichnet. Dies veranlasst den Familienvater, welcher entschieden gegen derart unzüchtige Spiele ist, Kyōsuke ins Gesicht zu schlagen. Als Kirino ihrem Bruder im Nachhinein ein wenig Dankbarkeit zeigt, was bei Tsundere Kirino überaus selten vorkommt, reagiert Kyōsuke überrascht.
Kirino überredet ihren Bruder, mit ihr ein Beat-’em-up-Spiel, mit welchen er absolut keine Erfahrung hat, zu spielen. Dies veranlasst ihn dazu, sich ein paar Tipps von Saori zu holen, um mit seiner Schwester mithalten zu können. Als Kirino ihre Schulfreunde zu Besuch hat, wird ein Paket von Saori für sie gebracht, welches eine Sammlung von Dōjinshi enthält. Da die Verpackung allerdings nicht auf den tatsächlichen Inhalt schließen lässt, übergibt Kyōsuke Kirino das Paket, ohne dem Ganzen weiter Beachtung zu schenken. Als er jedoch durch einen Anruf von Saori vom wahren Inhalt erfährt, versucht er, Kirino davon abzuhalten, das Paket vor ihren Freunden zu öffnen, um ihr Hobby weiterhin geheim zu halten. Dabei kommt er in peinliche Situationen, die ihn vor Kirinos Freunden ziemlich schräg aussehen lassen. Danach jedoch entschuldigt er sich bei einer von Kirinos Freunden, Ayase Aragaki (新垣 あやせ, Aragaki Ayase), die dies akzeptiert und ihm daraufhin ihre Telefonnummer gibt. Sozusagen als Entschuldigung darf Kyōsuke Kirino und ihre Freunde auf die Comiket begleiten. Als dort eine spezielle Disc, die Kirino unbedingt haben wollte, plötzlich ausverkauft ist, gewinnt Kuroneko diese bei einem Beat-’em-up-Spielewettbewerb. Nachdem die Gruppe die Messe wieder verlassen hat, treffen sie jedoch auf Ayase.
Weil Ayase nun stark vermutet, dass Kirino ihr etwas verheimlicht, setzt sie sie unter Druck und findet letztendlich ihr Geheimnis heraus. Weil Ayase einen Bericht gesehen hat, der Otakus in ein sehr schlechtes Licht stellt, befürchtet sie bei Kirino ein ähnliches Verhalten und zwingt sie, sich für ihr Hobby oder die gemeinsame Freundschaft zu entscheiden. Nachdem Kyōsuke in einem Gespräch mit seinem Vater herausfindet, dass der Bericht, aufgrund dessen Ayase ihre Freundschaft zu Kirino aufgeben wollte, Fehlinformationen enthält, versucht er, Ayase dazu zu bringen, Kirinos Hobby doch zu akzeptieren. Dies gelingt ihm erst, nachdem er sich selbstlos für seine Schwester einsetzt, sodass Ayase einsieht, dass Kirino und ihm die Freundschaft mit ihr sehr wichtig ist.
Kyōsuke wird von seiner Klassenkameradin und Freundin seit Kindheitstagen, Manami Tamura (田村 麻奈実, Tamura Manami), nach Hause eingeladen, um ein paar Süßigkeiten für Halloween, die aus dem familieneigenen Laden stammen, zu probieren. Als jemand aus seiner Klasse ihn darauf anspricht, er und Manami seien doch ziemlich eng befreundet, betont er, dass es zwischen ihnen keine romantische Beziehung gebe. Jedoch erwähnt er, es würde ihm nicht gefallen, sollte sie mit einem Anderen ausgehen. Bei Manami daheim lässt er sich überreden, bei den Vorbereitungen für das Halloween-Event mitzuhelfen. Weil er dabei bis spät am Abend beschäftigt ist, übernachtet er auch dort. Der Großvater der Familie Tamura lässt ein Zimmer einrichten, sodass Kyōsuke und Manami nebeneinander schlafen müssen, was die beiden dazu veranlasst, miteinander zu reden. Kyōsuke erzählt, falls er gefragt würde, ob er eine Beziehung wolle, würde er ablehnen, um weiter seinem geregelten Leben zu folgen. Währenddessen zeigt sich Kirino sichtlich frustriert, dass ihr Bruder im Haus von Manami schläft.
Als Kirino eine Fan-Fiction von Kuroneko online gelesen hat, beschließt sie, selbst eine solche zu verfassen. Wie in vielen anderen Themenbereichen sind die beiden auch in der Literatur grundverschiedener Ansichten, was einen weiteren Streit bedeutet. Zur Überraschung aller erhält Kirino ein Angebot eines Verlegers, ihre Geschichte zu veröffentlichen. Unter dem Vorwand, mehr Ideen für ihre nächste Geschichte zu sammeln, zieht sie am Weihnachtsabend mit Kyōsuke umher um u. a. verschiedene Orte ausfindig zu machen, die sie als Schauplatz für ihren neuen Roman verwenden könnte. Sie überredet ihn dann dazu, ihr Ohrringe als emotionale Unterstützung zu kaufen. Als Kyōsuke jedoch meint, sie würde das nur verlangen, um sich besser zu fühlen, leert sie einen Eimer kalten Wassers über ihren eigenen Kopf, um dies zu widerlegen. Durch diese Aktion sind sie gezwungen, sich kurzfristig ein Hotelzimmer zu nehmen, damit Kirino sich trocknen und umziehen kann. Wieder auf dem Heimweg trägt sie die Ohrringe, die er ihr zuvor geschenkt hat.
Kirinos Roman wird indessen ziemlich beliebt, was den Verlag dazu bewegt, diesen als Anime zu adaptieren. Mit Saori und Kuroneko geht sie dann zur Konferenz, um die Details mit den Produzenten zu besprechen. Sie zeigt sich überrascht, dass das Produktionsteam einige Änderungen für den Anime vornehmen möchte. Das größte Problem bereitet Kirino, dass der weibliche Hauptcharakter in ihrer Geschichte zu einem jungen Mann gemacht werden soll. Bei dem nächsten Meeting geht aus Verzweiflung statt Kirino Kyōsuke mit, der das Produktionsteam überredet, doch mehr Details aus der Originalvorlage zu übernehmen. Außerdem kann er Saori und Kuroneko davon überzeugen, sein Einmischen vor Kirino geheim zu halten.
Kirino bekommt per Post ein lange von ihr erwartetes Erogē, welches sie prompt zu spielen beginnt, ohne Rücksicht hinsichtlich der Lautstärke auf ihren Bruder im Zimmer nebenan. Währenddessen passt Kuroneko bei ihr zu Hause auf ihre kleine Schwester auf, welche wie Kirino ein großer Meruru-Fan ist. Saori bereitet inzwischen eine Party für Kirino und Kuroneko vor.

## Entstehung und Veröffentlichungen
Die Light-Novel-Reihe Ore no Imōto ga Konna ni Kawaii Wake ga Nai wird von Tsukasa Fushimi geschrieben und von Hiro Kanzaki illustriert. Die Reihe erschien vom 10. August 2008 bis 7. Juni 2013 bei ASCII Media Works unter dem Imprint Dengeki Bunko in 12 Bänden.
- Bd. 1: ISBN 978-4-04-867180-4, 10. August 2008
- Bd. 2: ISBN 978-4-04-867426-3, 10. Dezember 2008
- Bd. 3: ISBN 978-4-04-867758-5, 10. April 2009
- Bd. 4: ISBN 978-4-04-867934-3, 10. August 2009
- Bd. 5: ISBN 978-4-04-868271-8, 10. Januar 2010
- Bd. 6: ISBN 978-4-04-868538-2, 10. Mai 2010
- Bd. 7: ISBN 978-4-04-870052-8, 10. November 2010
- Bd. 8: ISBN 978-4-04-870486-1, 10. Mai 2011
- Bd. 9: ISBN 978-4-04-870813-5, 10. September 2011
- Bd. 10: ISBN 978-4-04-886519-7, 10. April 2012
- Bd. 11: ISBN 978-4-04-886887-7, 7. September 2012
- Bd. 12: ISBN 978-4-04-891607-3, 7. Juni 2013

Von November 2011 bis November 2012 wurden 540.000 Exemplare verkauft, wodurch sie Platz 8 der meistverkauften Light-Novel-Reihen des Jahres erreichte. Bis November 2013 kamen 360.000 weitere Exemplare hinzu, wodurch sie auf Platz 14 landete.

## Adaptionen

### Manga
Aufbauend auf der Handlung der Romanreihe erschien in ASCII Media Workss Manga-Magazin Dengeki G's Magazine ein Manga mit dem Text von Tsukasa Fushimi und gezeichnet von Sakura Ikeda, der dort von den Ausgabe 3/2009 (30. Januar 2009) bis 5/2011 (30. März 2011) lief. Die veröffentlichten Kapitel wurden zu vier Tankōbon-Ausgaben zusammengefasst, die beim Imprint Dengeki Comics erschienen sind:
- Bd. 1: ISBN 978-4-04-868172-8, 27. Oktober 2009
- Bd. 2: ISBN 978-4-04-868732-4, 27. August 2010
- Bd. 3: ISBN 978-4-04-870111-2 und ISBN 978-4-04-870120-4 (Sonderausgabe), 10. Dezember 2010
- Bd. 4: ISBN 978-4-04-870480-9, 27. April 2011

Der Manga wurde in den USA von Dark Horse Comics lizenziert, wobei der erste Band am 5. September 2012 erschien.
Beide Autoren setzten diesen dann ab Ausgabe 7/2011 (30. Mai 2011) mit Ore no Kōhai ga Konna ni Kawaii Wake ga Nai (俺の後輩がこんなに可愛いわけがない) fort, bei dem die Figur Ruri „Kuroneko“ Gokō im Mittelpunkt der Handlung steht. Der erste Sammelband erschien am 26. Mai 2012:
- Bd. 1: ISBN 978-4-04-886261-5 und ISBN 978-4-04-886305-6 (Sonderausgabe), 26. Mai 2012

Darüber hinaus ist der Manga-Sammelband Ore no Imōto ga Konna ni Kawaii Wake ga Nai: Comic Anthology (俺の妹がこんなに可愛いわけがない コミックアンソロジー, ~: Komikku Ansorojī) mit Beiträgen verschiedener Autoren erschienen:
- Bd. 1: ISBN 978-4-04-870483-0, 27. April 2011

### Hörspiel
Ebenfalls auf der Light-Novel-Reihe aufbauend veröffentlichte ASCII Media Works ein Hörspiel, das auf den Ereignissen des ersten und dritten Bandes aufbaut und durch eine vom Hauptautor verfassten Kurzgeschichte ergänzt wurde. Die CD erschien am 31. März 2010, wobei Kyōsuke wie im später folgenden Anime von Yūichi Nakamura gesprochen wurde. Die Rolle von Kirino übernahm Ayana Taketatsu.

### Anime
Eine Adaption als Anime-Fernsehserie wurde unter der Regie von Hiroyuki Kanbe im Animationsstudio AIC Build produziert. Vom 3. Oktober bis zum 19. Dezember 2010 wurden 12 Folgen der Serie auf dem Fernsehsender Tokyo MX ausgestrahlt. Einige Tage zeitversetzt begannen ebenfalls die Sender BS11 Digital, Chiba TV, MBS, TV Aichi, TV Hokkaido, TV Kanagawa, TV Saitama und TVQ Kyushu Broadcasting mit der Ausstrahlung in Japan. Zur gleichen Zeit begann die Übertragung der Serie unter dem Titel Oreimo als Streaming-Angebot durch Aniplex USA über Anime News Network in Nordamerika. Wegen eines Leaks der zweiten Folge ein Tag vor der Ausstrahlung in Japan wurde das Streamen unterbrochen, nach etwa einem Monat am 8. November 2010 jedoch wieder aufgenommen.
Im japanischen Fernsehen wurden insgesamt 12 Folgen ausgestrahlt. Vier zusätzliche Folgen wurden als ONA ab Februar 2011 über die Website des Anime, Nico Nico Douga, Showtime und Moviegate gestreamt und waren auf der 7. und 8. DVD bzw. BD der Serie enthalten.
Die 12. Folge der Fernsehserie entfernt sich von der Romanvorlage und wird als „gutes Ende“ (Good End, ein Begriff aus dem Bereich der japanischen Adventures) der Anime-Serie bezeichnet. Die vier neuen Folgen beginnen mit einer unterschiedlichen Version der im Fernsehen gezeigten 12. Folge und enden mit der 15. Folge mit dem „wahren Ende“ (True End) der Serie. Das bedeutet: Es entstehen zwei Handlungspfade, die sich bei Episode 12 aufteilen. Im Gegensatz zur Fernsehepisode 12 folgt der andere Pfad der Vorlage der Light Novel.
Eine zweite Staffel der Anime-Serie namens Ore no Imōto ga Konna ni Kawaii Wake ga Nai. mit einem Punkt am Ende wurde am 1. April 2012 während der Anime Contents Expo angekündigt. Sie wird von A-1 Pictures produziert, jedoch der Stab aus der ersten Serie übernommen. Die Serie wurde vom 7. April bis zum 30. Juni 2013 Punkt Mitternacht (und damit am vorigen Fernsehtag) auf TV Tokyo, Tochigi TV, Gunma TV und TV Kanagawa ausgestrahlt, und mit bis zu zehn Tagen Versatz auch auf TV Saitama, Chiba TV, TV Aichi, TVQ Kyūshū, TV Hokkaidō, Asahi Hōsō, BS11 und AT-X.

#### Synchronisation
| Rolle          | japanischer Sprecher (Seiyū) |
| -------------- | ---------------------------- |
| Kyōsuke Kōsaka | Yūichi Nakamura              |
| Kirino Kōsaka  | Ayana Taketatsu              |
| Herr Kōsaka    | Fumihiko Tachiki             |
| Frau Kōsaka    | Akeno Watanabe               |
| Manami Tamura  | Satomi Satō                  |

#### Musik
Der Vorspann der Serie variierte leicht von Folge zu Folge. Dabei wurden einzelne bestehende Szenen gegen neue ausgetauscht, die zumeist mit dem Inhalt der jeweiligen Folge in Verbindung standen. Alle Variationen verwendeten jedoch den Titel Irony. Konsequent zur Otaku-Kultur-Thematik der Serie wurde das Stück von Kz von der Dōjin-Musikgruppe Livetune komponiert und von dem Dōjin-Duo ClariS gesungen – beides Gruppen die durch das Videoportal Nico Nico Douga bekannt wurden. Die Single der beiden Schülerinnen von ClariS wurde am 20. Oktober 2010 veröffentlicht, erreichte Platz 7 der Oricon-Charts und verkaufte sich bis Jahresende 40.455-mal.
Die begleitende Hintergrundmusik innerhalb der Folgen wurde von Satoru Kōsaki komponiert und arrangiert. Ein Original-Soundtrack-Album (OST) dazu wurde am 12. Januar 2011 veröffentlicht.
Der Abspann wechselte von Folge zu Folge, wobei die erste und letzte Folge noch die Handlung fortführten, während zugleich die Credits eingeblendet wurden und die Abspannmusik zu hören war. Alle anderen Folgen verwendeten einen eigens gestalteten Abspann, der sich aus Illustrationen verschiedener Künstler zusammensetzte, die die Figuren aus Ore no Imōto ga Konna ni Kawaii Wake ga Nai abbildeten. Im Folgenden sind die Musikstücke aufgelistet die in den jeweiligen Folgen verwendet wurden.
1. Imōto Plea~se! (妹プリ～ズ！, dt. „Bitte, kleine Schwester!“, gesungen von Ayana Taketatsu)
2. Shine! (dt. „Leuchte!“, gesungen von Ayana Taketatsu)
3. Horaism (ほらいずむ, dt. „Horaismus“, gesungen von Ayana Taketatsu)
4. Shiroi Kokoro (白いココロ, dt. „Weißes Herz“, gesungen von Saori Hayami)
5. Orange (オレンジ, dt. „Orange“, gesungen von Ayana Taketatsu)
6. Maegami☆ (マエガミ☆, dt. „Stirnlocken“, gesungen von Satomi Satō)
7. Masquerade! (dt. „Maskerade!“, gesungen von Kana Hanazawa)
8. Chameleon Daughter (カメレオンドーター, dt. „Chamäleontochter“, gesungen von Hitomi Nabatame)
9. Suki nanda mon! (好きなんだもん！, dt. „Weil ich dich liebe!“, gesungen von Ayana Taketatsu)
10. Iie, Tom wa Imōto ni Taishite Seiteki na Kōfun o Oboete Imasu (いいえ、トムは妹に対して性的な興奮を覚えています, dt. „Nein, Tom erinnert sich an seine sexuelle Erregung gegenüber seiner kleinen Schwester“, gesungen von Yukari Tamura)
11. Akihabara☆Dance☆Now!! (アキハバラ☆だんす☆なう!!, dt. „Akihabara☆Tanz☆Jetzt!!“, gesungen von Ayana Taketatsu)
12. Tadaima. (ただいま。, dt. „Ich bin zu Hause.“ [typischer Ausruf um sich selbst zu Hause bemerkbar zu machen], gesungen von Ayana Taketatsu)

### Computerspiel
Für die PlayStation Portable erschien am 27. Januar 2011 ein Ren’ai-Adventure, das von Bandai Namco Games entwickelt wurde.

## Rezeption
Die Mainichi Shimbun berichtete, dass der vierte Band im August 2009 die meistverkaufte Light Novel des Monats war. Von den ersten fünf Ausgaben sind laut Anime News Network bis April 2010 insgesamt 920.000 Exemplare in Japan verkauft worden.